# Lüpertzender Straße 15 (Mönchengladbach)

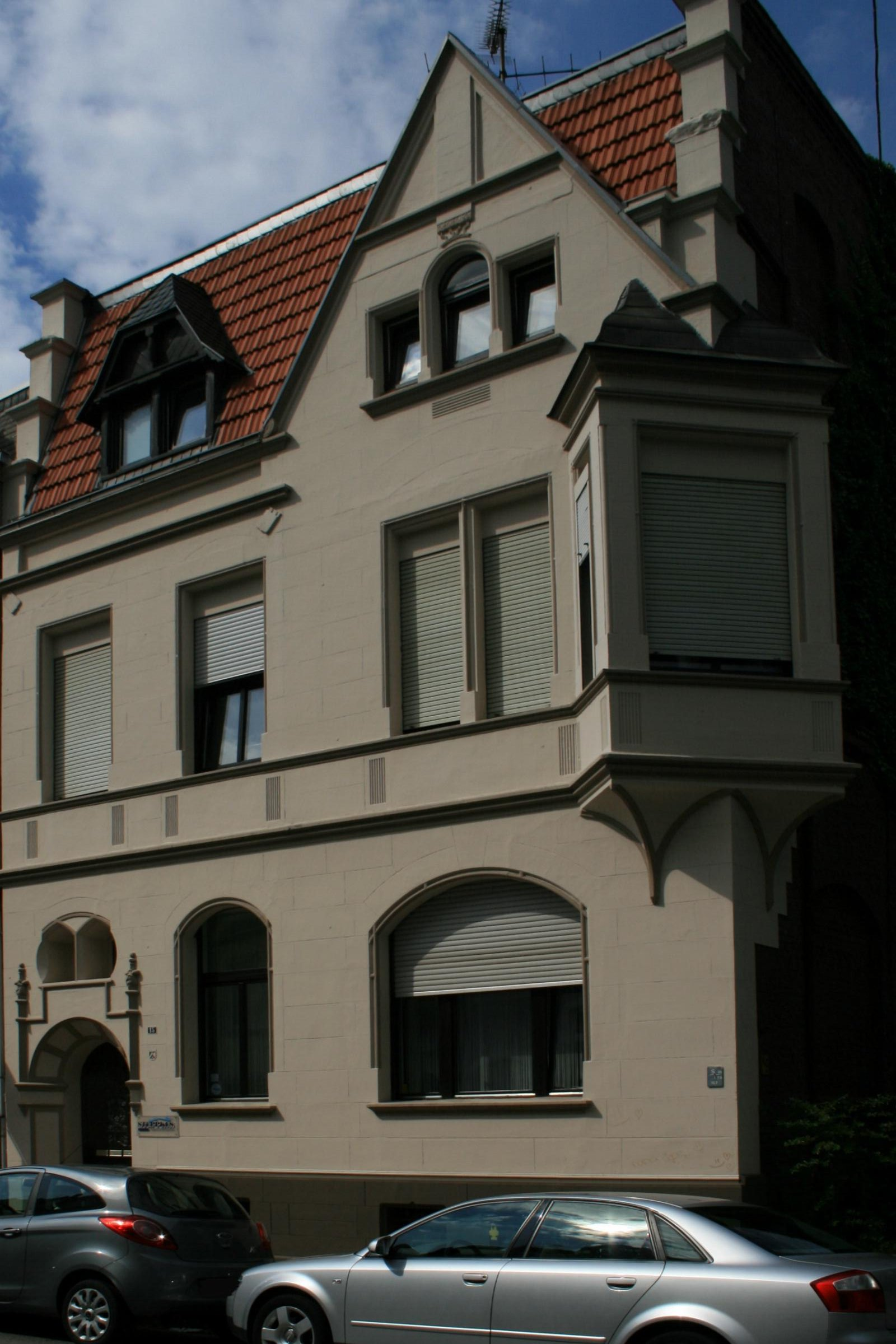
Wohnhaus (2010)

Das Wohnhaus Lüpertzender Straße 15 befindet sich in Mönchengladbach (Nordrhein-Westfalen) im Stadtteil Gladbach.
Das Gebäude wurde Anfang des 20. Jahrhunderts errichtet. Es wurde unter Nr. L 002 am 4. Dezember 1984 in die Denkmalliste der Stadt Mönchengladbach eingetragen.

## Lage
Das Objekt liegt an der Ecke Lüpertzender Straße/Spatzenberg.

## Architektur
Es handelt sich um ein zweigeschossiges Mehrfamilienhaus mit ausgebautem Mansarddach und einem rechtsseitigen Ziergiebel. An der Ecke Lüpertzender Straße/Spatzenberg ist zur Betonung ein Erker angeordnet.